# لويانغ
لويانغ مدينة في أقليم خنان، في الصين، وتتمركز في وسط السهول الوسطى في الصين.

## تاريخ

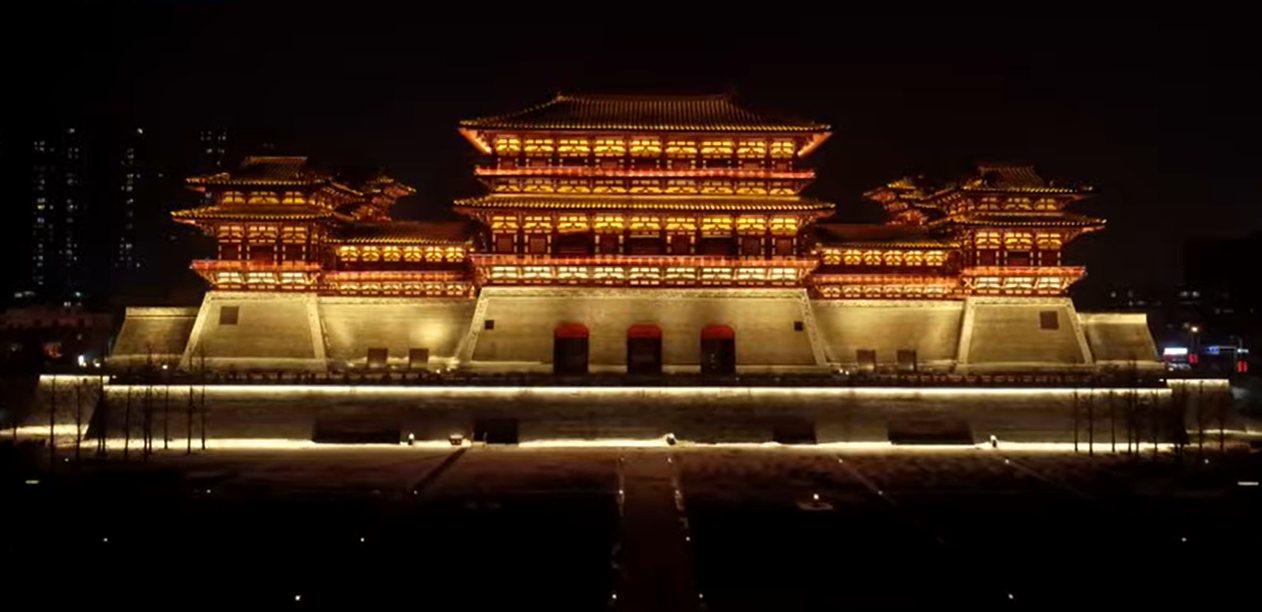
بوابة استجابة السماء

المنطقة المحيطة بالمدينة، كانت منطقة مقدسة من قديم الزمن، وهي تقع في تقاطع نهر لوه، ونهر يي.
في عام 190 ميلادي، أمر المستشار دونغ تشو جنوده بالنهب والسلب وهدم المدينة كما تم تشكيل ائتلاف ضده من قبل أمراء المنطقة من مختلف أنحاء الصين. بعد ذلك تم نقل المحكمة إلى المدينة الغربية أكثر تحصينا من Chang'an. بعد فترة من الفوضى، واستعادة لويانغ على الساحة عندما وين الإمبراطور من سلالة وي إعلانها عاصمة له في 220 ميلادي. كما تم سيطرة أسرة جين، خلفا لويي، في لويانغ. بعج ان تمكن الغزاة من السيطرة على لويانغ، أجبر على نقال العاصمة لجيانكانغ (التي تعرف حديثاً بنانجينغ)، فدمرت المدينة تماما تقريبا.
في 493 ميلادي في عهد أسرة وى الشمالية نقلت عاصمتها من داتونغ للويانغ وبدأ البناء من قطع الصخور كهوف لونغمن. التي تم العثور على أكثر من 30,000 من التماثيل البوذية من وقت هذه السلالة في الكهوف. وكان كثير من هذه التماثيل ذات وجهين. كما تم بناء قبر الامبراطورة نمينغ الارمله ومعبد ونغنينغ (永宁 寺)، والذي كان له تسعة طوابق.
خلال عهد أسرة تانغ، كانت لويانغ ل'عاصمة الشرق' وكانت في ذروت مجدها فيبلغ عدد سكانها حوالي مليون نسمة، لتائتي في المرتبة الثانية بعد Chang'an، 'عاصمة الغرب'، وأكبر مدينة في العالم. لم تدم طويلا خمسة السلالات، وكانت لويانغ عاصمة تانغ وفي وقت لاحق. بعد تلك الفترة، لم تعد لوينغ قيمة اقتصادية، فبدأت بالتقوقع على نفسها.

## المدن الشقيقة
- أوكاياما، أوكاياما، اليابان.
- تور (مدينة)، فرنسا.
- بوييو، كوريا الجنوبية.
- لاكروس (ويسكونسن)، الولايات المتحدة الأمريكية.
- بلوفديف، بلغاريا.
- تولياتي، روسيا.

## أعلام
- هي جين
- سيما يي
- تساو بي
- تساو ماو
- زانج هينج
- الإمبراطور شيان من هان
- تشنغ لين
- تشن دونغ
- هي بن
- لو فينغ